# Jorge Olaechea
Jorge Andrés Olaechea Quijandría (Lima, 27 d'agost de 1956) és un exfutbolista peruà de la dècada de 1980.
Fou internacional i va formar part de l'equip peruà a la Copa del Món de 1982, i a les Copes Amèrica dels anys 1979, 1983, 1987, i 1989.
Pel que fa a clubs, destacà defensant els colors de Alianza Lima.